# 1.º Encontro de Mulheres Negras Latino-Americanas e Caribenhas
O 1.º Encontro de Mulheres Negras Latino-Americanas e Caribenhas foi uma conferência internacional realizada entre 19 e 25 de julho de 1992 em Santo Domingo, República Dominicana. Dela participaram 300 representantes de vários países (menciona-se 32 países, mas também 70) em resposta às celebrações do Quinto Centenário da Conquista/Descobrimento da América. A acadêmica feminista afro-dominicana Ochy Curiel esteve na organização do evento.
Desde o Ano Internacional da Mulher em 1975 e o crescimento do feminismo na região, buscou-se a organização do I Encontro Feminista e Latino-Americano e do Caribe, finalmente realizado em Bogotá em 1981. Porém, as tensões raciais e outras se mostraram presentes desde esse primeiro encontro até o de 1990 em São Bernardo, Argentina, com limitações a participantes de certos perfis (negras, "faveladas", "chicanas", centro-americanas, lésbicas, operárias, indígenas, camponesas, imigrantes) e às discussões vistas como "pouco ou não feministas" (creche, infraestrutura urbana, acesso à educação e saúde, visibilidade lésbica, homofobia/lesbofobia, racismo, lutas sindicais e camponesas, xenofobia, moradia, imigração). Assim, tal qual paralelamente ocorreram oficinas, encontros e criações de organizações com mulheres lésbicas e mulheres indígenas, planejou-se a organização de mulheres negras na região a partir de um evento.
Ao longo da conferência, as discussões centraram-se na reprodução do racismo, sexismo e estruturas associadas de desigualdade de raça e gênero; no reconhecimento do caráter coletivo/universal das reivindicações de mulheres negras e do consequente espaço institucional necessário nas organizações e movimentos sociais. Para além da concretização da criação da Rede de Mulheres Afro-Latino-Americanas, Afro-Caribenhas e da Diáspora (RMAAD), o anúncio da comemoração anual do 25 de julho como Dia Internacional das Mulheres Negras Afro-Latino-Americanas, Caribenhas e da Diáspora foi mais um resultado do encontro.